# 61-ша Премія мистецтв Пексан
61-ша Церемонія Премії мистецтв Пексан (кор. 제61회 백상예술대상) — відбулася в Сеулі (Зала D, COEX) 5 травня 2025 року. У Південній Кореї премія транслювалася на телеканалі jTBC, а глобально — у Prizm. Ведучими були Сін Тон Йоп, Пе Сюзі та Пак Бо Гом.

## Номінанти
Повний список номінантів та переможців. Переможці виділені жирним шрифтом та подвійним хрестиком ().

### Кіно
| Тесан (Велика нагорода) - Хон Ґьонпхьо (операторська робота) — «Харбін» | |
| Найкращий фільм - «Харбін» - «Кохання у великому місті» - «Револьвер» - «Будинок сезонів» - «Війна й повстання» | Найкраща режисерська робота - О Син'ук — «Револьвер» - Пак Іун — «Земля ранкового спокою» - У Мінхо — «Харбін» - Лі Онхі — «Кохання у великому місті» - Лі Джонпхіль — «Втеча» |
| Найкращий режисерський дебют - О Джонмін — «Будинок сезонів» - Кім Сехі — «Вона померла» - Нам Донхьоп — «Привабливі хлопці» - Лі Міран — «Те, що стосується моєї доньки» - Чон Джіхє — «Джонсун»                                                                    | Найкраща чоловіча роль - Чо Чонсок — «Пілот» як Хан Джон'у - Ю Джусан — «Земля ранкового спокою» як Йонґук - Лі Бьонхон — «Матч» як Чо Хунхьонн - Лі Хіджун — «Привабливі хлопці» як Пак Санґу - Хьон Бін — «Харбін» як Ан Чунґин                                                  |
| Найкраща жіноча роль - Чон Дойон — «Револьвер» як Ха Суйон - Кім Ґоин — «Кохання у великому місті» як Джехі - Кім Ґимсун — «Джонсун» як Джонсун - Сон Хєкьо — «Темні черниці» як сестра Юнія/Кан Сон'е - Чо Йо Чон — «Приховане обличчя» як Сін Суйон                | Найкраща чоловіча роль другого плану - Ю Джемьон — «Земля щастя» як Чон Санду - Ку Ґьохван — «Втеча» як майор Лі Хьонсан - Пак Джонмін — «Війна й повстання» як Лі Джонньо - Чон Хе Ін — «Я, кат» як Пак Сону - Чо Уджін — «Харбін» як Кім Санхьон                                 |
| Найкраща жіноча роль другого плану - Клавдія Кім — «Нормальна сім'я» як Джісу - Кон Син Йон — «Привабливі хлопці» як Кім Міна - Лім Джійон — «Револьвер» як Чон Юнсон - Чон Йобін — «Темні черниці» як сестра Мікаела/Лі Суйон - Хан Сонхва — «Пілот» як Хан Джонмін | Найкращий акторський дебют (чоловіки) - Чон Сон'іль — «Війна й повстання» як Ґеншін - Кан Синхо — «Будинок сезонів» як Сон Джін - Но Санхьон — «Кохання у великому місті» як Хинсу - Мун Уджін — «Темні черниці» як Хіджун - Чан Сонбом — «Робота, яку потрібно зробити» як Джунхі |
| Найкращий акторський дебют (жінки) - Но Юнсо — «Почуй мене: Наше літо» як Со Йорим - Пак Джіхьон — «Приховане обличчя» як Міджу - Лі Мьонха — «Міман» як жінка - Лі Хєрі — «Перемога» як Чху Пхільсон - Ха Союн — «Стримінг» як Матильда                             | Найкращий сценарій - Сін Чхоль, Пак Чхан Ук — «Війна й повстання» - Кім Хьонджу, Юн Джонбін — «Матч» - Пак Іун — «Земля ранкового спокою» - О Син'ук, Чу Бьоль — «Револьвер» - О Джонмін — «Будинок сезонів»                                                                       |
| Технічна нагорода - Чо Йон'ук (музика) — «Війна й повстання» - Пак Бьонджу (візуальні ефекти) — «Вандерленд» - Ю Сансоп, Чан Хансин (трюки) — «Я, кат» - Лі Суджін (макіяж) — «Пілот» - Хон Ґьонпхьо (операторська робота) — «Харбін»                                | Нагорода за вплив від Gucci - «Земля ранкового спокою» - «Їй» - «Кохання у великому місті» - «Голос тих, що замовкли» - «Джонсун» |

### Телебачення
| Тесан (Велика нагорода) - «Битва кулінарних класів» (розважальна програма) (Netflix) | |
| Найкращий серіал - «Гарна робота» (Netflix) - «Кохана бігунка» (tvN) - «Повість про пані Ок» (JTBC) - «Сумнів» (MBC) - «Травмпункт: Герої за викликом» (Netflix) | Найкраща режисерська робота - Сон Йонхва — «Сумнів» - Кім Вонсок — «Гарна робота» - Кім Хівон — «Крамниця світла» - Лі Доюн — «Травмпункт: Герої за викликом» - Чон Джіін — «Чонньон:Народження зірки» |
| Найкраща розважальна програма - «Пхунхянґо» (YouTube канал DdeunDdeun) - «Залізні дівчата» (tvN) - «Боєць сцени» (Mnet) - «Останні роки життя пана Аджо» (YouTube канал Чху Сонхуна) - «Битва кулінарних класів» (Netflix)                                                                                    | Найкраща освітня програма - «Спеціальна програма — Хакчон» (SBS) - «Докупрайм — Де мій останній будинок» (EBS) - «Лише сім'я» (Wavve) - «Осідлати вітер з тобою 2» (MBC Wonju) - «Шаман: Шепіт мертвих» (TVING) |
| Найкраща чоловіча роль - Чу Джіхун — «Травмпункт: Герої за викликом» як Пек Канхьок - Пак Боґом — «Гарна робота» як Ян Квансік - Пьон Усок — «Кохана бігунка» як Рю Сондже - Лі Чун Хьок — «Дондже, хороший чи покидьок» як Со Дондже - Хан Соккю — «Сумнів» як Чан Тхесу                                     | Найкраща жіноча роль - Кім Тхе Рі — «Чонньон:Народження зірки» як Юн Чонньон - Ко Мінсі — «Якщо в лісі падає дерево» як Ю Сона - Кім Хє Юн — «Кохана бігунка» як Ім Соль - IU — «Гарна робота» як О Есун/Ян Киммьон - Чан На Ра — «Хороший партнер» як Чха Инґьон                                                          |
| Найкраща чоловіча роль другого плану - Чхве Дехун — «Гарна робота» як Пу Санґіль - Кім Джунхан — «Хороший партнер» як Чон Уджін - Но Джевон — «Гра в кальмара 2» як Намґю (Гравець 124) - Юн Ґьонхо — «Травмпункт: Герої за викликом» як Хан Юрім - Хьон Бонсік — «Дондже, хороший чи покидьок» як Чо Бьонґон | Найкраща жіноча роль другого плану - Йом Хєран — «Гарна робота» як Чон Кваннє - Кім Ґукхі — «Сімейні справи» як О Ґільджа - Кім Джехва — «Повість про пані Ок» як Мак Сім - О Ґьонхва — «Чонньон:Народження зірки» як Юн Джонджа - Чон Инчхе — «Чонньон:Народження зірки» як Мун Оккьон                                    |
| Найкращий акторський дебют (чоловіки) - Чху Йон'у — «Повість про пані Ок» як Сон Соін/Чхон Синхві/Сон Юнґьом - Кім Джонджін — «Сумнів» як Чхве Йонмін - Сон Ґонхі — «Кохана бігунка» як Кім Тхесон - Чха Умін — «Навчальна група» як Пхі Хануль - Хо Намджун — «Ваша честь» як Кім Санхьок                    | Найкращий акторський дебют (жінки) - Чхе Вонбін — «Сумнів» як Чан Хабін - Кім Тхейон — «Гарна робота» як Есун в дитячому віці - Но Джон'ий — «Відьма» як Пак Міджон - Чо Юнсу — «Тиран» як Чхе Джаґьон - Ха Йон — «Травмпункт: Герої за викликом» як Чхон Чанмі                                                            |
| Найкращий учасник розважальної програми - Сін Тон Йоп - Кім Вонхун - Dex - Сон Сіґьон - Ю Джесок | Найкраща учасниця розважальної програми - Лі Суджі - Чан Дойон - Чі Єин - Хевон - Хон Джінґьон |
| Найкращий сценарій - Лім Санчхун — «Гарна робота» - Кім Джонмін — «Сімейні справи» - Пак Джісук — «Повість про пані Ок» - Лі Сіин — «Кохана бігунка» - Чхве Юна — «Хороший партнер» | Технічна нагорода - Чан Йонґю (музика) — «Чонньон:Народження зірки» - Лі Йонджу (робота артдиректора) — «Битва кулінарних класів» - Лі Джінсок, Лі Докхун (операторська робота) — «Сумнів» - Чо Донхьок (трюки) — «Навчальна група» - Хон Джонхо, Лі Синдже, Кім Деджун, Кім Джонмін (візуальні ефекти) — «Поклик пекла 2» |

### Театр
| П'єса Пексан - «Звук тхонсо» (п'єса) (Театр сеульської метрополії) - «Кумісік» (п'єса) (Тульпхаґу) - «Євреї Мальти» (п'єса) (Чок) - «Найстарші доньки» (п'єса) (Project Island) - «Чічхон порекомендував п'єсу Чінчхонса, яка є рекомендованою Чічхоном» (п'єса) (Cornerstone)     | |
| Найкраща коротка п'єса - Клуб Коннорі (театр) — «Помада із запахом висушеного перцю та персика» - Загальний театр (театр) — «Кохання знищення» - A.N.D Theatre (театр) — «Ювон» - Лі Синвон (режисер) — «Сегал» - Лі Тхерін (режисер) — «Чхве Йон'у, кореєць 1923 року народження» | Нагорода за акторську гру - Квак Джісук — «Євреї Мальти» - Лі Джінґьон — «Жінки землі» - Чан Себьоль — «Звук тхонсо» - Чо Йонґю — «Чічхон порекомендував п'єсу Чінчхонса, яка є рекомендованою Чічхоном» - Чхве Хіджін — «Усе» |

### Особливі нагороди
| Нагороди                                      | Отримувач |
| --------------------------------------------- | --------- |
| Нагорода за популярність (чоловіки) від Prizm | Пьон Усок |
| Нагорода за популярність (жінки) від Prizm    | Кім Хє Юн |